# Mutsumi Tamura
Mutsumi Tamura (田村 睦心, Tamura Mutsumi, Aomori, 19 de junho de 1987) é uma dubladora japonesa, afiliada da I'm Enterprise.

## Trabalhos

### Animes
2007
- ef ~a tale of memories~ como Kyosuke (jovem)

2008
- Battle Spirits: Shōnen Toppa Bashin como Toppa Bashin
- Blassreiter como Zaza
- Nijū Mensō no Musume como Ken (jovem)
- Skip Beat! como Ren/Corn (jovem)
- Tales of the Abyss como Luke (jovem), Asch (jovem)

2009
- 11eyes como Takahisa Tajima (jovem)
- Anyamaru Tantei Kiruminzuu como Ken Inomata
- Asu no Yoichi! como Masashi
- Taishō Baseball Girls como Tarō

2010
- Asobi ni iku yo! como Kio Kakazu
- Otome Yōkai Zakuro como Kiri, Omodaka (jovem)
- Mitsudomoe como Koganei
- Seitokai Yakuindomo como Sayaka Dejima
- Soredemo Machi wa Mawatteiru como Takeru Arashiyama

2011
- Ano Hi Mita Hana no Namae o Bokutachi wa Mada Shiranai como Jinta Yadomi (jovem)
- Horizon in the Middle of Nowhere como Toussaint Neshinbara
- Mitsudomoe Zōryōchū! como Koganei
- Naruto Shippuden como Kakashi Hatake (jovem)
- Sekai-ichi Hatsukoi como Satō
- Shakugan no Shana III Final como Pirsoyn
- Shinryaku! Ika Musume como Satoshi (ep 3)
- Tiger & Bunny como Kotetsu T. Kaburagi (jovem)
- Hourou Musuko como Oka Takanori

2012
- Kill Me Baby como Sonya
- Jormungand como Jonah

2013
- Aikatsu! como Sakon Kitaoji
- Karneval como Yanari
- Devil Survivor 2: The Animation como Daichi Shijima (jovem)

2017
- Made in Abyss como Natto

### Filmes
- Naruto Shippuden: The Lost Tower como Kakashi Hatake (jovem)